# 볼칸 바바잔
볼칸 바바잔(튀르키예어: Volkan Babacan, 1988년 8월 11일 ~ )은 이스탄불 바샥셰히르에서 골키퍼로 활약하고 있는 튀르키예의 축구 선수이다.

## 수상
페네르바흐체
- 튀르키예 쉬페르 쿠파: 2007, 2009